# Cotylurus flabelliformis
Cotylurus flabelliformis är en plattmaskart. Cotylurus flabelliformis ingår i släktet Cotylurus och familjen Strigeidae. Inga underarter finns listade i Catalogue of Life.